# Nikolaj Ivanovič Pirogov
Nikolaj Ivanovič Pirogov (25. listopadu 1810 – 5. prosince 1881) byl ruský vědec, lékař a pedagog. Je považován za jednoho ze zakladatelů chirurgie, patřil k jedněm z prvních evropských chirurgů, který používal éter jako anestetikum, roku 1847 použil jako první chirurg na světě éter při operaci v polních podmínkách. Vynalezl též vlastní techniku užití sádry při léčení zlomenin. Po smrti bylo jeho tělo balzamováno technikou, kterou sám vyvinul, a uloženo v kostele ve Vinici na Ukrajině. Tělo zůstalo dodnes ve vynikajícím stavu. Patří k ruským národním hrdinům, čehož důkazem je i to, že v roce 2008 byl zvolen do padesátky největších Rusů historie.